# Augustin Guyard-Delalain
Pour les articles homonymes, voir Guyard et Delalain.
Augustin Guyard-Delalain est un homme politique français né le 4 janvier 1797 à Saint-Dizier (Haute-Marne) et décédé le 1er mars 1881 à Paris.
Avocat à Paris, il fonde un établissement industriel en Maine-et-Loire. Capitaine de la garde nationale de Paris en 1848, il est blessé lors des journées de juin 1848. Il est député de la Seine de 1852 à 1863, siégeant dans la majorité soutenant le Second Empire.
Il est inhumé au cimetière du Père-Lachaise (41e division).

## Sources
- « Augustin Guyard-Delalain », dans Adolphe Robert et Gaston Cougny, Dictionnaire des parlementaires français, Edgar Bourloton, 1889-1891 [détail de l’édition]